# بنجامين جايسون هورتون
بنجامين جايسون هورتون هو سياسي أمريكي، ولد في 8 سبتمبر 1873 في لورانس في الولايات المتحدة، وتوفي في 1963. نشط حزبياً في الحزب الديمقراطي. وقد انتخب حاكم بورتوريكو (11 يناير 1934 – 5 فبراير 1934).